# Raúl Contreras
Raúl Contreras (* 3. Mai 1896 in Cojutepeque; † 2. Dezember 1973 in Madrid) war ein salvadorianischer Dichter, Dramatiker und Diplomat.

## Leben
Contreras war im 20. Jahrhundert in mehreren diplomatischen Positionen als außerordentlicher Gesandter und Botschafter der Regierung von El Salvador in Madrid und Paris tätig. 1920 begann seine diplomatische Laufbahn als Botschafter in Madrid. Während des Zweiten Weltkrieges lebte er mit seiner Familie im Süden von Frankreich.
Zwischen 1947 und 1950 schrieb er auch unter dem weiblichen Pseudonym Lydia Nogales seine Gedichte, die in El Salvador von den Verlagszeitschriften La patria de las artes und Tribuna Libre in San Salvador veröffentlicht wurden. Zusammen mit Alberto Guerra Trigueros gründete er La Casa de Cultura de San Salvador (Haus der Kultur in San Salvador). 1949 bis 1959 war er Präsident der Junta Nacional de Turismo und war an der Gründung signifikanter touristischen Zentren und Parks beteiligt. Im November 1973 wurde Raúl Contreras mit dem höchsten Orden Nacional José Matías Delgado (Gran Cruz, Placa de Plata República de El Salvador) ausgezeichnet.
Nach seinem Tode 1973 wurden seine sterblichen Überreste nach El Salvador überführt und im Los chorros (Parque acuático) in dem für ihn ehrenhalber angelegten Jardín de los Poetas bestattet.  Seine literarischen Werke befinden sich heute in der Nationalbibliothek El Salvador.

## Werke
- Armonías íntimas, poesía, San Salvador, 1919
- La Princesa Está Triste…, pieza teatral en verso, Madrid, 1925
- Poesías Escogidas, poesía, Madrid, 1926
- Presencia de Humo, poesía, San Salvador, 1959